# دونیفان (کانزاس)
دونیفان (به انگلیسی: Doniphan) یک منطقهٔ مسکونی در ایالات متحده آمریکا است که در شهرستان دونیپهان، کانزاس واقع شده‌است.